# Betriebsaufgabe
Die Betriebsaufgabe ist ein Rechtsbegriff aus dem Gesellschafts- und Steuerrecht. Diese liegt vor,
- wenn die betriebliche Tätigkeit endgültig eingestellt wird und der Betrieb in zeitlichem Zusammenhang mit der Einstellung aufhört als lebender Organismus am Wirtschaftsleben teilzunehmen,
- wenn der Betriebsinhaber die wesentlichen Betriebsgrundlagen in einem einheitlichen Vorgang
  - an einen oder verschiedene Abnehmer veräußert
  - oder sie ganz in sein Privatvermögen überführt
  - oder sie teilweise veräußert und teilweise in sein Privatvermögen überführt.

Die Betriebsaufgabe kann vermieden werden, indem alle wesentlichen Wirtschaftsgüter an einen Dritten verpachtet werden. Der Verpächter kann dann den Betrieb als ruhenden Gewerbebetrieb fortführen. Die stillen Reserven des ruhenden Gewerbebetriebes sind nicht aufzudecken, sondern bis auf weiteres fortzuführen. Der Verpächter kann jederzeit die Betriebsaufgabe gegenüber dem Finanzamt erklären.

## Folgen
Die Betriebsaufgabe führt zur Aufdeckung stiller Reserven gemäß § 16 Abs. 3 Satz 5 und 6 EStG. Der daraus resultierende Aufgabegewinn ist unter Umständen tarifbegünstigt. Ein Betriebsaufgabegewinn unterliegt nicht der Gewerbesteuer, soweit er unmittelbar auf eine natürliche Person entfällt (§ 7 Satz 2 GewStG).

## Aufgabegewinn
Bei der Betriebsaufgabe ist der gemeine Wert der nicht veräußerten, sondern in das Privatvermögen überführten, Wirtschaftsgüter anzusetzen (§ 16 Abs. 3 Satz 7 EStG). Werden die einzelnen dem Betrieb gewidmeten Wirtschaftsgüter im Rahmen der Betriebsaufgabe veräußert, so sind die Veräußerungspreise anzusetzen (§ 16 Abs. 3 Satz 6 EStG).
Bei der Ermittlung des Aufgabegewinns wird die Summe dieser Veräußerungserlöse und des gemeinen Werts der in das Privatvermögen überführten Wirtschaftsgüter dem Buchwert des Betriebsvermögens gegenübergestellt. Der Unterschiedsbetrag ist nach Abzug der Aufgabe- und Veräußerungskosten (Notargebühren, Grundbuchgebühren, Maklerprovision, Verkehrsteuern usw.) der Aufgabegewinn.

## Tod des Unternehmers
Der Tod des Unternehmers führt nicht zur Aufdeckung der stillen Reserven. Nach § 7 Abs. 1 EStDV wird das einzelunternehmerische Betriebsvermögen den Erben zugeordnet. Miterben gelten dabei als Mitunternehmer.